# Jean Mollet
Pour les articles homonymes, voir Mollet (homonymie).
Jean Paul Léon Mollet, dit Sa Magnificence le Baron Mollet, né le 23 octobre 1877 à Amiens et mort le 8 janvier 1964 à Saint-Maur-des-Fossés,, est une personnalité du monde littéraire et un pataphysicien français. 

## Biographie
Jean Mollet est né à Amiens le 23 octobre 1877 au domicile de ses parents 49 rue des Sergents, et arrive à Paris à la fin du XIXe siècle. 
Tout en vivotant, il se fait une place dans les milieux artistiques parisiens de la Belle Époque. Il fonde en 1903 avec André Salmon et Guillaume Apollinaire Le Festin d'Ésope, dont il est secrétaire de rédaction, et dans le cadre duquel il rencontre Alfred Jarry. Il devient un grand ami d'Apollinaire, qui l'affuble des titres persistants de « Baron » et « secrétaire », bien qu'il ne fût ni l'un ni l'autre. Assez vite, il fréquente le tout-Paris littéraire. Il raconte en 1963 ses souvenirs littéraires et artistiques dans Les Mémoires du Baron Mollet.
Redécouvert par le Collège de 'Pataphysique, qui l'accueille le 27 octobre 1951, il devient Satrape le 11 mai 1953. Le 10 mai 1959, il est élu, d'après une suggestion de Boris Vian, Vice-Curateur par Raymond Queneau, en tant que doyen du Collège et seul de ses membres à avoir connu Jarry. Il exerce cinq années durant ses fonctions, jusqu'à sa mort le 9 janvier 1964. Il a rétabli la rogation dès son élection. C'est également sous son magistère qu'a été organisé le système sous-commissionnel actuel du Collège. Son magistère est généralement associé à la période faste du Collège

## Œuvres publiées
- Jarry inconnu, Collège de ’Pataphysique, coll. « Haha », 1962.
- Les Mémoires du Baron Mollet, Gallimard, coll. « Blanche », Paris, 1963. Réédition Le Promeneur, 2008[9].
- Lettres à Guillaume Apollinaire, Dynamo, coll. « Brimborions », Liège, 1968.